# 4 Dywizja Kawalerii (ZSRR)
4 Dywizja Kawalerii (ros. 4-я кавалерийская дивизия) – związek taktyczny kawalerii Armii Czerwonej.
Dywizja wzięła udział w kampanii wrześniowej w składzie  6 Korpusu Kawalerii.

## Struktura organizacyjna
W 1939
- 8 pułk kawalerii
- 77 pułk kawalerii
- 109 pułk kawalerii
- 145 pułk kawalerii
- 28 pułk czołgów
- 26 dywizjon artylerii konnej
- szwadron artylerii przeciwlotniczej
- 28 szwadron saperów
- 30 szpital weterynaryjny

## Dowódcy dywizji
- kombrig Iwan Muzyczenko (był w 1939)[2]